# Ahmet Erol
Ahmet Erol (* 1. Januar 1921 in Çivril; † 15. Juni 2012 in Istanbul) war ein türkischer Fußballspieler und -funktionär. Durch seine langjährige Tätigkeit für Fenerbahçe Istanbul wird er stark mit diesem Verein assoziiert. Auf Fan- und Vereinsseiten wird er als einer der bedeutenderen Spieler der Klubgeschichte aufgefasst. Zu Spielerzeiten wurde er oft auch als Bego Ahmet bezeichnet und ist eher unter diesem Spitznamen bekannt. Nach seiner aktiven Fußballspielerlaufbahn war Erol für Fenerbahçe auch als Vereinsfunktionär tätig und saß zeitweise im Vorstand. Er verstarb am 15. Juni 2012 im Istanbuler Stadtteil Kartal in einem Altersheim an Herzinsuffizienz.

## Spielerkarriere

### Verein
Erol begann in seiner Heimatstadt Çivril mit dem Fußballspielen und wechselte 1937 in die Militärmannschaft Muhafızgücü der Türkischen Streitkräfte. Von hier aus wechselte er im Frühjahr zu Gençlerbirliği Ankara. Für Gençlerbirliği spielte er die nachfolgenden zwei Spielzeiten. Zum Sommer 1945 wechselte er nach intensiven Bemühungen vom Vereinsfunktionär Rüştü Dağlaroğlu zu Fenerbahçe Istanbul. Für diesen Verein war er sechs Jahre aktiv und konnte in dieser Zeit zweimal die türkischen Fußballmeisterschaft und zweimal den Präsidentenpokal gewinnen. Die gewonnenen Meisterschaften lagen zeitlich vor der Gründung der höchsten türkischen Spielklasse, der heutigen Süper Lig, und werden vom türkischen Fußballverband nicht als reguläre Saison der Süper Lig gewertet und folglich nicht als Meisterschaft geführt.

### Nationalmannschaft
Erol spielte das erste Mal für die türkische Nationalmannschaft während seiner Zeit bei Fenerbahçe Istanbul. Bei einem Freundschaftsspiel der türkischen Nationalmannschaft am 23. April 1948 gegen die Nationalmannschaft Griechenlands spielte er über die volle Spiellänge. Insgesamt spielte er für die Türkei bei fünf Begegnungen mit.

## Erfolge

### Als Spieler
- Fenerbahçe Istanbul:
- Meister der İstanbul Futbol Ligi: 1946/47, 1947/48
- İstanbul-Pokalsieger: 1944/45
- Millî Eğitim Kupası: 1945/46, 1949/50
- Premierminister-Pokalsieger: 1945/46, 1949/50